# Elezioni legislative in Portogallo del 2015
Le elezioni legislative in Portogallo del 2015 si tennero il 4 ottobre per il rinnovo dell'Assemblea della Repubblica.
La coalizione di centro-destra, formata dal Partito Social Democratico e dal CDS - Partito Popolare, ottiene la maggioranza relativa dei voti ma non raggiunge la maggioranza assoluta dei seggi. Il 27 ottobre il Presidente della Repubblica Aníbal Cavaco Silva conferisce l'incarico di formare il governo a Pedro Passos Coelho, ma l'esecutivo cade il 10 novembre dopo una mozione di sfiducia.
Il Partito Socialista, il Blocco di Sinistra e la Coalizione Democratica Unitaria (che include Partito Comunista Portoghese e Verdi) avviano dunque i negoziati per formare un governo con maggioranza parlamentare di sinistra. Dopo 51 giorni di stallo, il Presidente della Repubblica conferisce l'incarico al leader socialista António Costa e accetta la lista di ministri da questi presentata: il nuovo governo è un monocolore socialista, che gode dell'appoggio esterno del Blocco di Sinistra e della Coalizione Democratica Unitaria. Era dai tempi della rivoluzione dei garofani che i comunisti non tornavano in maggioranza.

## Risultati
| Portugal à Frente (PSD - CDS-PP)              | 1 993 921 | 38,30 | 102 |  |  |  |
| Partito Socialista                            | 1 747 685 | 33,57 | 86  |  |  |  |
| Blocco di Sinistra                            | 550 892   | 10,58 | 19  |  |  |  |
| Coalizione Democratica Unitaria (PCP - PEV)   | 445 980   | 8,57  | 17  |  |  |  |
| Partito Social Democratico - Azzorre e Madera | 81 054    | 1,56  | 5   |  |  |  |
| Persone-Animali-Natura                        | 75 140    | 1,44  | 1   |  |  |  |
| Partito Democratico Repubblicano              | 61 632    | 1,18  | –   |  |  |  |
| Partito Comunista dei Lavoratori Portoghesi   | 59 955    | 1,15  | –   |  |  |  |
| Livre                                         | 39 340    | 0,76  | –   |  |  |  |
| Partito Nazionale Rinnovatore                 | 27 269    | 0,52  | –   |  |  |  |
| Partito della Terra                           | 22 596    | 0,43  | –   |  |  |  |
| Nós, Cidadãos!                                | 21 439    | 0,41  | –   |  |  |  |
| AGIR (PTP - MAS)                              | 20 749    | 0,40  | –   |  |  |  |
| Partito Popolare Monarchico                   | 14 897    | 0,29  | –   |  |  |  |
| Juntos pelo Povo                              | 14 285    | 0,27  | –   |  |  |  |
| Partido Unido dos Reformados e Pensionistas   | 13 979    | 0,27  | –   |  |  |  |
| CDS - Partito Popolare - Madera               | 7 536     | 0,14  | –   |  |  |  |
| Aliança Açores (CDS-PP - PPM) - Azzorre       | 3 654     | 0,07  | –   |  |  |  |
| Cittadinanza e Democrazia Cristiana           | 2 659     | 0,05  | –   |  |  |  |
| Partito Laburista Portoghese                  | 1 748     | 0,03  | –   |  |  |  |
| Totale                                        | 5 206 410 | 100   | 230 |  |  |  |
|                                               |           |       |     |  |  |  |
| Schede bianche                                | 112 851   | 2,09  |     |  |  |  |
| Schede nulle                                  | 89 544    | 1,66  |     |  |  |  |
| Votanti                                       | 5 408 805 |       |     |  |  |  |

| Riepilogo dei seggi (+/- elezioni 2011) | Riepilogo dei seggi (+/- elezioni 2011) | Riepilogo dei seggi (+/- elezioni 2011) | Riepilogo dei seggi (+/- elezioni 2011) | Riepilogo dei seggi (+/- elezioni 2011) | Riepilogo dei seggi (+/- elezioni 2011) | Riepilogo dei seggi (+/- elezioni 2011) |
| --------------------------------------- | --------------------------------------- | --------------------------------------- | --------------------------------------- | --------------------------------------- | --------------------------------------- | --------------------------------------- |
|                                         |                                         |                                         |                                         |                                         |                                         |                                         |
| CDU                                     | 17                                      | ▲ 1                                     |                                         | BE                                      | 19                                      | ▲ 11                                    |
| PS                                      | 86                                      | ▲ 12                                    |                                         | PAN                                     | 1                                       | ▲ 1                                     |
| PàF                                     | 107                                     | ▼ 25                                    |                                         |                                         |                                         |                                         |